# Legendary Tales
Legendary Tales é o primeiro álbum de estúdio da banda symphonic power metal Rhapsody. Foi lançado em 1997 em Limb Music. O álbum é o início da Emerald Sword Saga.

## Lista de Faixas
Todas as letras escritas por Luca Turilli (incluindo o conceito de Algalord), todas as músicas compostas por Alex Staropoli, Luca Turilli.
| N.º            | Título                      | Duração |  |
| 1.             | "Ira Tenax (Raiva Furiosa)" | 1:13    |  |
| 2.             | "Warrior of Ice"            | 5:57    |  |
| 3.             | "Rage of the Winter"        | 6:12    |  |
| 4.             | "Forest of Unicorns"        | 3:24    |  |
| 5.             | "Flames of Revenge"         | 5:34    |  |
| 6.             | "Virgin Skies"              | 1:20    |  |
| 7.             | "Land of Immortals"         | 4:24    |  |
| 8.             | "Echoes of Tragedy"         | 3:32    |  |
| 9.             | "Lord of the Thunder"       | 5:34    |  |
| 10.            | "Legendary Tales"           | 7:49    |  |
| Duração total: | Duração total:              | 45:29   |  |

## Integrantes

### Membros da banda
- Fabio Lione - vocais
- Luca Turilli - guitarras
- Alex Staropoli - teclados
- Daniele Carbonera - bateria

### Músicos convidados
- Sascha Paeth - baixo, guitarras acústicas, bandolim
- Robert Hunecke - baixo
- Manuel Staropoli - gravador barroco
- Thomas Rettke, Cinzia Rizzo - vocal de apoio
- Thomas Rettke, Robert Hunecke, Miro, Wolfgang Herbst, Rick Rizzo, Fabio Lione, Luca Turilli, Alex Staropoli, Cinzia Rizzo, Tatiana Bloch - Coro dos Imortais
- Anne Schnyder - violino principal
- Anne Schnyder & Helia Davis - violinos
- Oliver Kopf - viola
- Paul F. Boehnke - violoncelo
- Andre Neygenfind - contra baixo

## Produção
- Produzido por Sascha Paeth e Miro
- Engenhado e mixado por Sascha Paeth e Miro no Gate-Studio em Wolfsburg, Alemanha.
- Arte da capa e design do logotipo: Eric Philippe
- Fotografia: Karsten Koch, Hannover